# 瀬戸内海国立公園
瀬戸内海国立公園（せとないかいこくりつこうえん）は、瀬戸内海を中心とする国立公園である。

## 概要
1934年（昭和9年）3月16日に、雲仙国立公園（現在の雲仙天草国立公園）、霧島国立公園（現在の霧島錦江湾国立公園）とともに、日本初の国立公園として指定された。その当時の指定区域は東から小豆島の寒霞渓、香川県の屋島、岡山県の鷲羽山、広島県の鞆の浦・沼隈町周辺の備讃瀬戸を中心とした一帯のみであった。その後、過去数回にわたり区域の拡張がなされ、現在は、西は山口県下関市の火の山から福岡県北九州市、東は和歌山県和歌山市にまでに及び日本では最大の面積を誇る国立公園となっている（陸域および海域の合計）。当園は2019年（令和元年）8月20日発売の320円普通切手に描かれている。

## 地理

### 面積
- 総面積（陸域のみ） - 66,934ha

### 主な谷

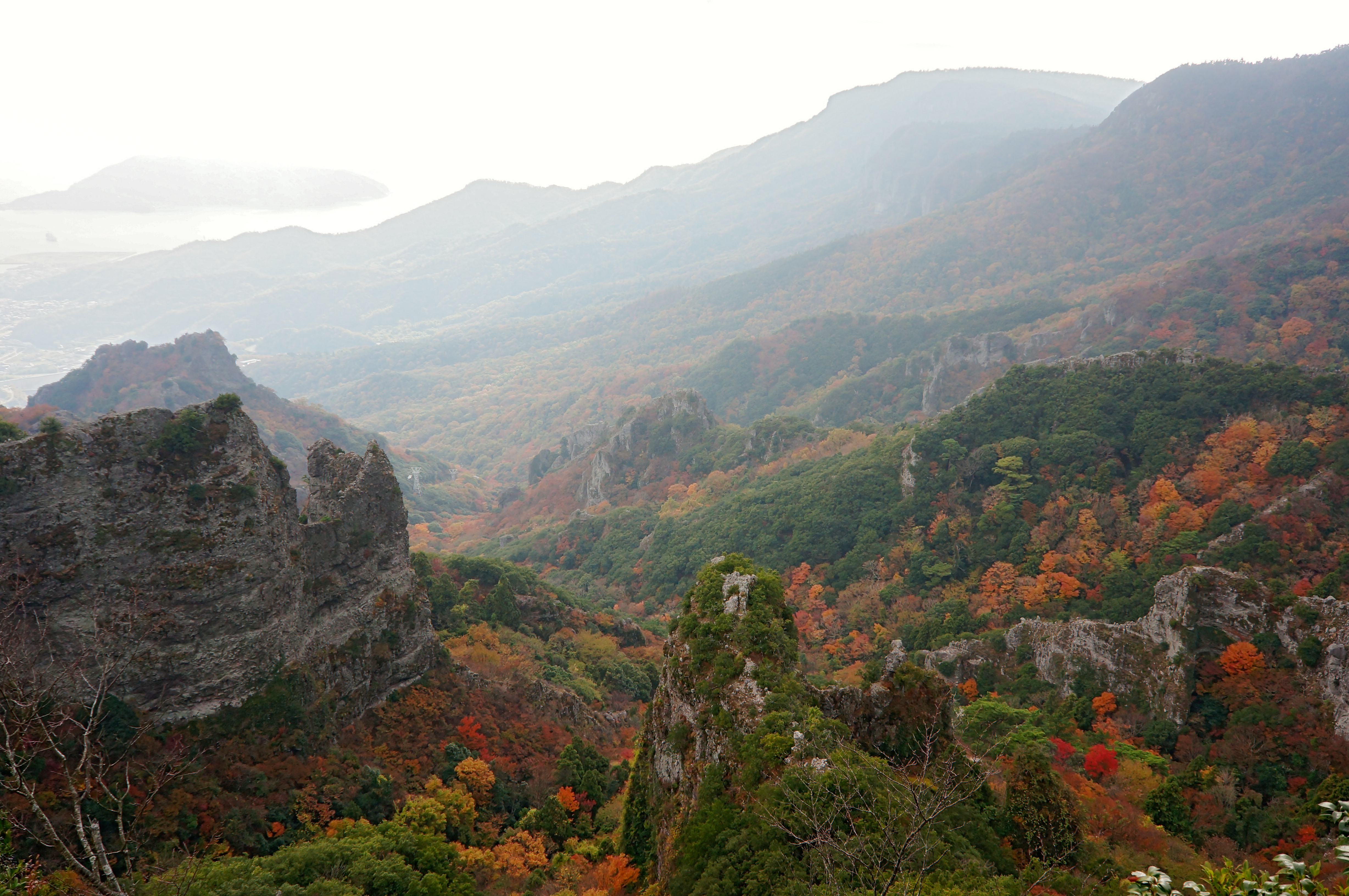
寒霞渓

- 蓬萊峡（兵庫県西宮市）
- 寒霞渓（香川県小豆郡小豆島町）

### 主な山
- 六甲山（兵庫県神戸市）
- 紫雲出山（香川県三豊市）
- 五剣山（香川県高松市）
- 象頭山（香川県善通寺市・三豊市・琴平町）
- 鷲羽山（岡山県倉敷市）[7]
- 筆影山（ふでかげやま）（広島県三原市）
- 野呂山（広島県呉市）
- 休山（広島県呉市）
- 火の山（山口県下関市）
- 高崎山（大分県大分市）

### 主な火山
- 姫島（大分県東国東郡姫島村）
- 両子山 （大分県国東市）

### 主な海・湾

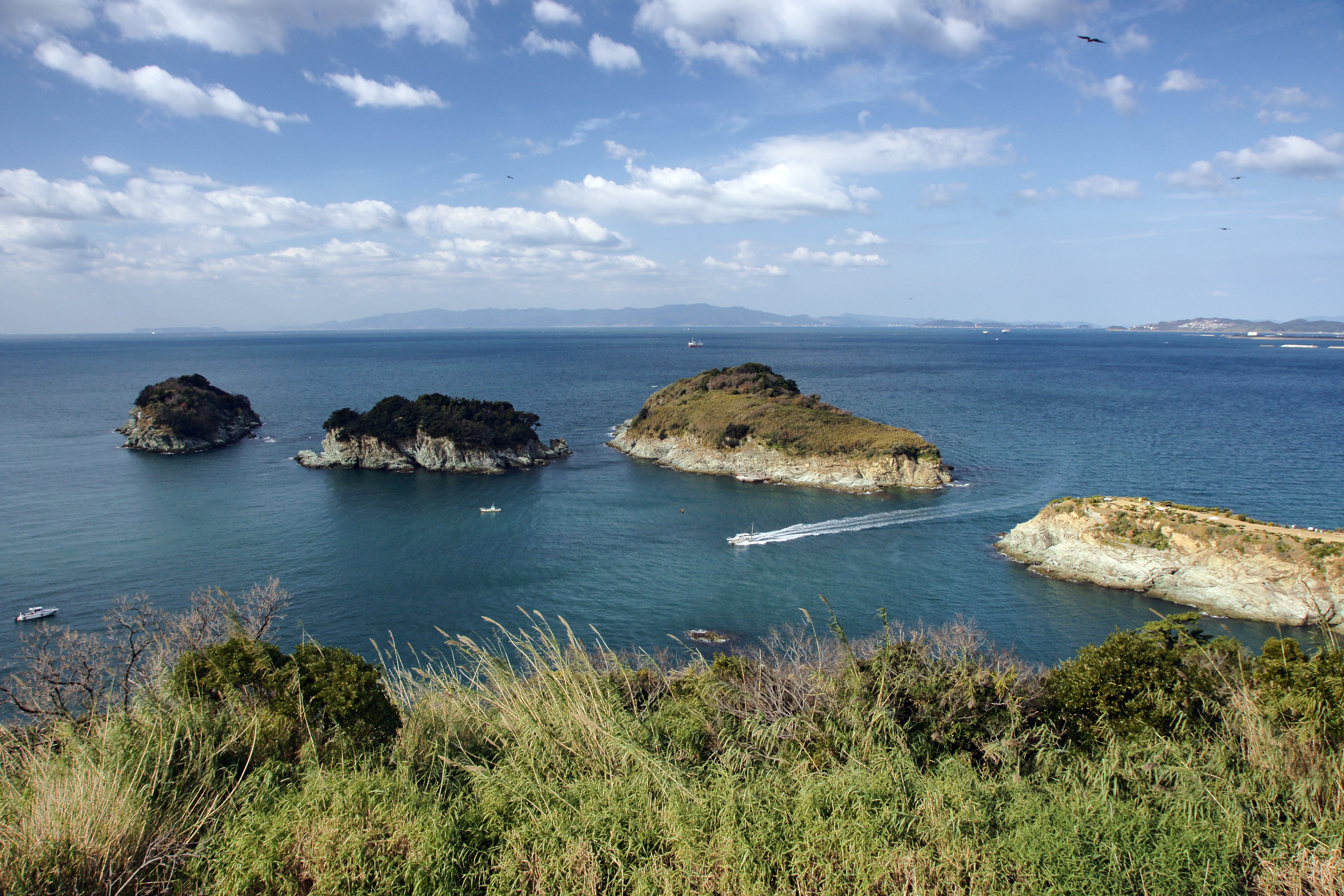
指定特別地域 雑賀崎

- 赤穂御崎（兵庫県赤穂市）
- 雑賀崎（和歌山県和歌山市）
- 鞆の浦（広島県福山市）[10]
- 室積・虹ヶ浜海岸（山口県光市）
- 琴弾公園（銭形砂絵、香川県観音寺市）

など

### 主な高原・台地
- 五色台（香川県坂出市）

## 指定地の分布と観光地

### 兵庫県
六甲山地
同公園における陸地の指定地においては最も広範。古くから風光明媚な瀬戸内海を望む景勝地として知られ、とりわけ信仰の対象として崇敬され、大龍寺や天上寺など多くの社寺が構える一方で、ほとんど開発が行われなかった。明治時代になって別荘地として開け、今日に見られる高級リゾート地の基礎となった。最高峰である六甲山（標高931m）を始め、摩耶山、再度山、長峰山等がそびえる。地質は花崗岩が主であり、採石も盛んに行われてきた。また、西宮市にある蓬萊峡は花崗岩の岩柱が無数に屹立する奇勝として名高い。一帯には日本有数の名湯である有馬を始め、武田尾などの温泉地がある。摩耶山掬星台は日本三大夜景としても著名である。
播磨灘沿岸
播磨灘沿岸の指定地としては、赤穂市の御崎～坂越浦沖の生島～室津海岸～たつの市の新舞子海岸に至る沿岸部一帯が該当する。新舞子海岸は須磨区の舞子海岸に似た材質を持つ砂浜海岸、そして室津海岸、国の天然記念物にも指定される生島、小豆島や家島を遠望する御崎と続く。また、室津や坂越は古くから風待ちの港町、製塩業で栄えた町として知られ、今も古い街並みが残る。
赤穂御崎から室津海岸の間の相生市の金ヶ崎は万葉集に金ヶ崎で読まれた句が残っている。
家島諸島
姫路市の家島諸島では家島の南岸一部とそれ以西の島のほぼ全部が含まれる。典型的な沈水海岸であり、溺れ谷などが発達し、変化に富んだ海岸が見られる。
淡路島
淡路島では明石海峡を挟む松帆の浦、汐鳴山など北岸の一部、津名丘陵の妙見山近辺、先山千光寺一帯、大浜海岸と三熊山、由良海岸と一部山岳地帯、諭鶴羽山地の一部及び沼島、慶野松原、そして鳴門海峡沿岸の一部が指定区域である。理由は様々であり、自然景勝として名勝指定される慶野松原、由良海岸（成ヶ島の陸繋島）、貴重な植生が見られる三熊山、諭鶴羽山地、沼島などがある。

### 和歌山県
和歌山県における指定地は加太、和歌浦の2か所である。
加太・友ヶ島
加太は古くは寄港地として栄えた港町。今日ではその面影は見られないが、零細な漁業が中心である。遠く四国を望む景勝地であり、友ヶ島は紀淡海峡に位置する無人島。第二次世界大戦中の砲台跡が見られる。
新和歌浦・雑賀崎
新和歌浦は万葉の歌垣として知られた和歌浦の西部に位置する景勝地。戦後、観光開発が進み、沿岸にはホテル、旅館が集中する。変化に富んだ海岸線や海食崖が見られるが、近年は開発によって著しく姿を変えている。指定特別地域として保護される雑賀崎は新和歌浦の裏手、紀伊水道に位置する。

### 岡山県

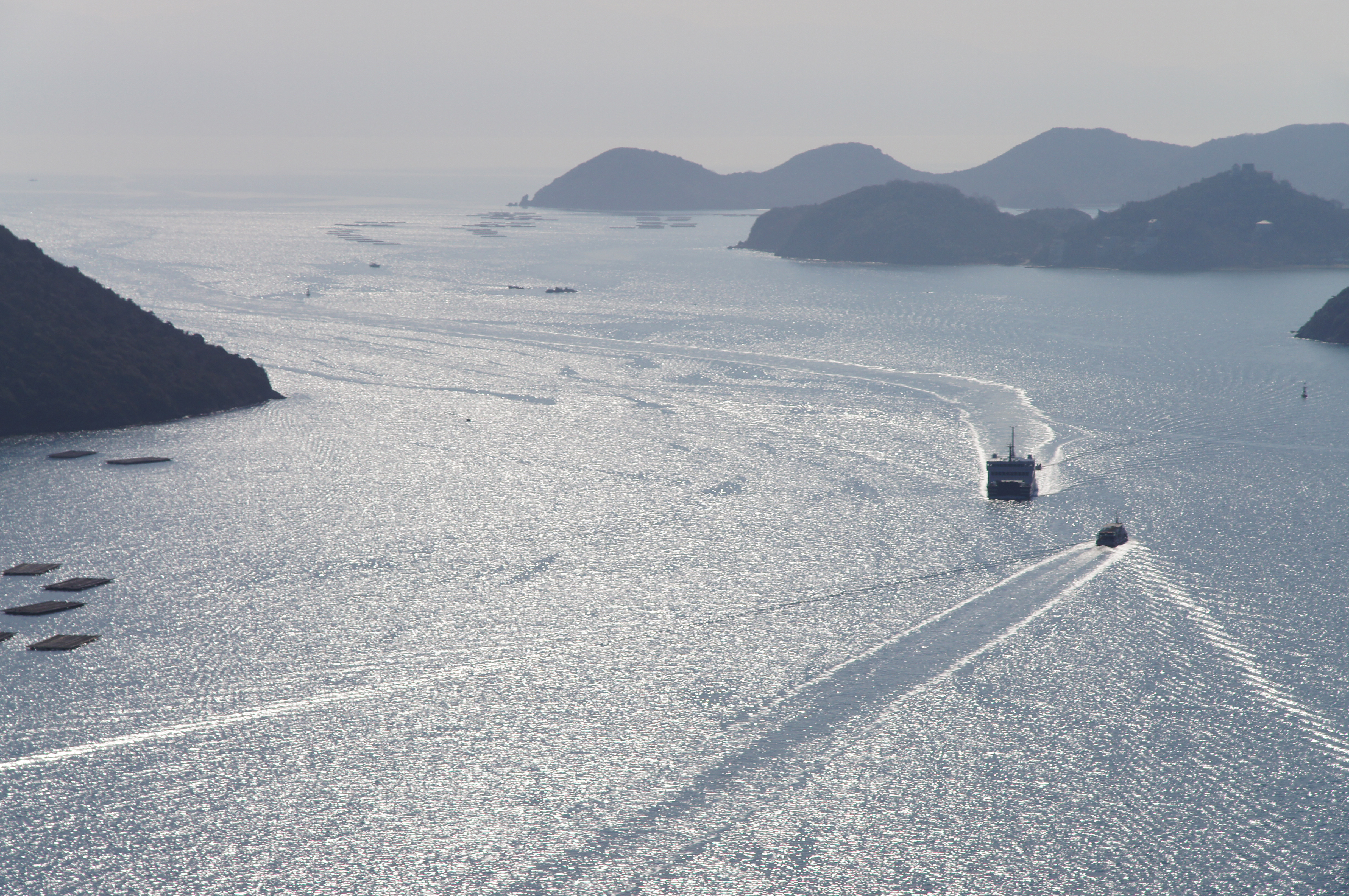
日生諸島
日生諸島は岡山県南東部に位置する島嶼群であり、様々な特徴を持った島が点在する。鴻島はリゾート開発が盛んな観光拠点、鹿久居島(かくい)は、名の通り野生鹿が棲息する島で、保護区が多い。大多府島は古くは風待ちの港町として栄えた島であり、鶴島は流刑の島であった。また、本土の日生町にある夕立受山も指定区域となっており、展望所がある。
牛窓
牛窓は日本のエーゲ海の異名を取る町であり、温暖な気候である。また、オリーブ栽培が盛ん。本土の蕪崎、島嶼部の前島が指定区域。
児島半島
児島半島一帯は著名な鷲羽山や王子ヶ岳・渋川地区の他に、いくつかの指定区域が点在する。左記の他に、出崎（玉野市）、十禅寺山、東光寺山、八丈岩山、竜王山、由加山などが指定されており、由加山は由加神社本宮の保護林でもある。十禅寺山は平安時代に山岳仏教で栄えた霊山であり、直島諸島を一望できる。
王子ヶ岳・渋川海岸
児島半島南部の倉敷市と玉野市の境に位置する王子ヶ岳は、風化した巨大な花崗岩が露出する山頂からは広大な備讚瀬戸に面する遠くは讃岐屋島から鷲羽山や瀬戸大橋までを一望でき、麓の砂浜から標高約230mの山頂まで連続する景観と一体となった瀬戸内海特有の絶景を楽しむことができる。現在ではその地形を生かしたパラグライダーやボルダリングの名所としても知られ、パラグライダーでは山頂から海岸まで一気に滑空できるポイントとなっている。麓の海岸と連続する渋川海岸（玉野市）は日本の白砂青松100選にも選ばれており、海水浴客で賑わいを見せる。公園設置当初から指定されている地区の一つ。
下津井・鷲羽山
児島半島最南端に位置する鷲羽山は、同国立公園を代表する景勝地の一つ。下津井鷲羽山として国の名勝に指定されており、公園設置当初から指定されている地区の一つである。花崗岩の著しい風化によって造形された景勝地であり、江戸時代より天下の絶景としてもてはやされた。古くは風待ちの港として栄え、現在も下津井などに古い港町の街並みが残されている。近年の瀬戸大橋の開通によって著しく景観を変えた。
寄島・笠岡湾
県南西部、水島灘沿岸にも指定区域が点在する。カブトガニの棲息で名高い笠岡湾が知られる。他には干拓によって陸続きとなった寄島園地（三郎島）、青佐鼻、笠岡市南東部の御嶽山などが指定。

### 広島県

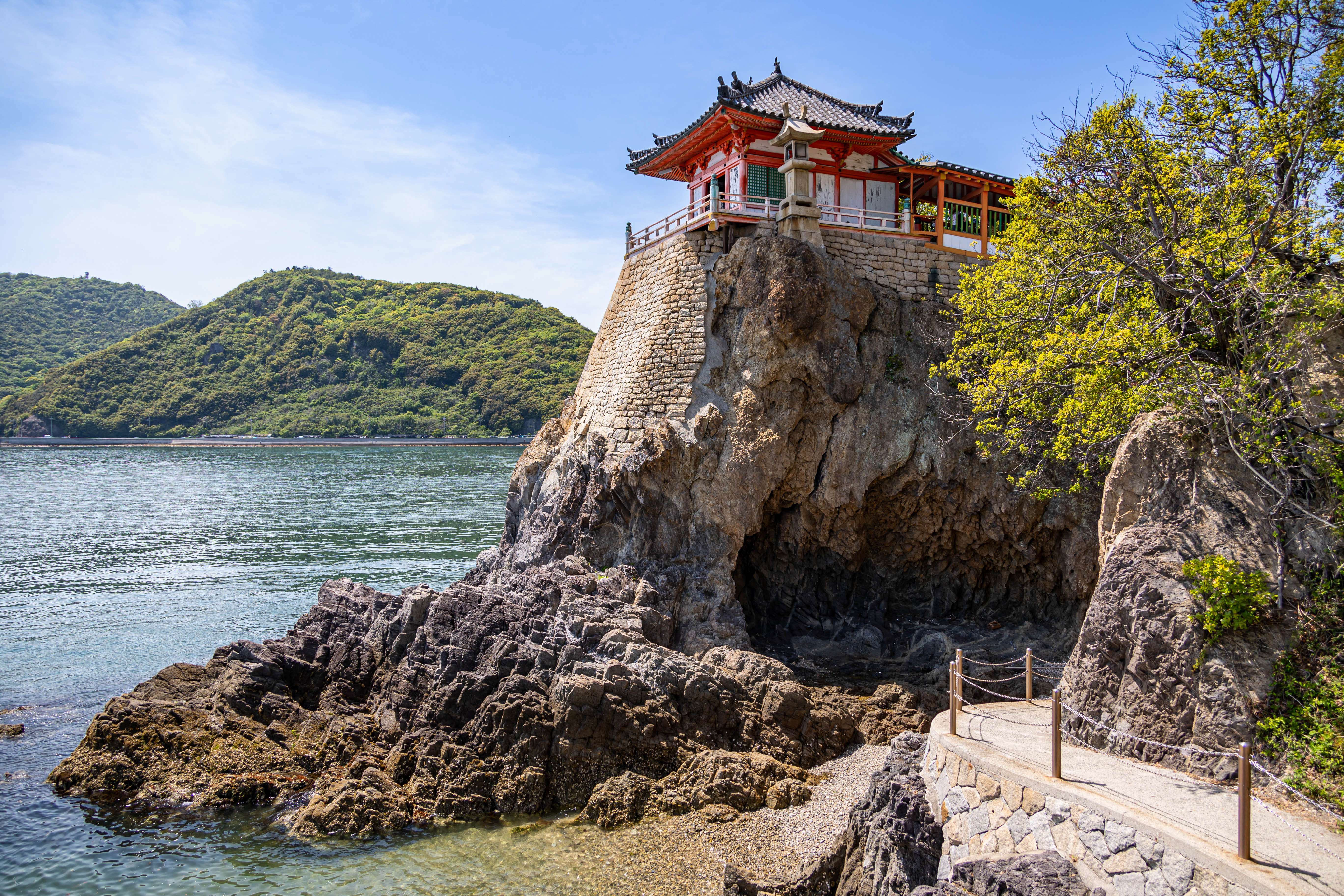
阿伏兎岬

鞆の浦・阿伏兎岬
鞆の浦は広島県福山市南部に位置し、同公園を代表する景勝地として知られる（国の名勝にも指定）。瀬戸内海国立公園開所当初の指定地のひとつ。鞆港や仙酔島などを含む地区で、内海交易や寄港地、中継貿易地として発展した。とりわけ、福禅寺境内にある対潮楼から望む仙酔島は、朝鮮通信使の李邦彦により、「日東第一形勝」と絶賛されたことは有名。また仙酔島自体も雄大な海食崖や海食洞が見られ、変化に富んでいる。最高峰の大弥山は瀬戸内海を一望し、観光遊歩道が設けられている。また、鞆は文化地区としても価値が高く、現在も当時の港町の繁栄を残す町並みが残り、古くからの社寺も見られる。
阿伏兎岬（あぶとみさき）は鞆のすぐ西部に位置する岬で、平家物語にも登場する。海食崖になっており、その頂には国の重要文化財の磐台寺観音堂（阿伏兎観音）がある。
芸予諸島
芸予諸島は瀬戸内海の中で、最も密集した諸島であり、展望地が多い。三原市の筆影山はその代表で、ここから眺める瀬戸内海の多島美は同公園でも指折りの景観と言われる。また、尾道市の鳴滝山、向島の高見山、竹原市の黒滝山などが遠望の名所。
芸予諸島東部（しまなみ海道）では因島、生口島（いくちじま）、大崎上島や下島などに点在。戦時中の毒ガス工廠があった大久野島も指定地。因島は村上水軍の拠点があったとされる白滝山、島中央部の天狗山、南部の因島公園や天狗鼻などに分布。生口島は南西部の観音山のみ指定されているが、向上寺や耕三寺など著名な寺が多い。
斎灘に面する芸予諸島西部は大崎上島南東部の神峰山、大崎下島東部、峰寺山一帯が指定地。また大崎下島には近世に風待ちの港町で栄えた御手洗の集落がある。
野呂山・休山・倉橋島
野呂山は県南部に位置する標高839mの山で、膳棚山と弘法寺山の総称。瀬戸内海沿岸の山では最高峰であり、眺望が素晴らしく、さざなみスカイラインという自動車道が整備されている。休山は呉市街南西の半島部を構成する標高497mの山。同じく眺望に優れ、スカイラインが整備されている。
倉橋島は音戸の瀬戸によって結ばれている広島湾の島。部分的に指定されており、島東部の亀ヶ首、南部の鹿老渡や桂浜が指定地。
宮島・極楽寺山
宮島は全島が指定区域。正式には厳島と呼ばれ、神を斎く（忌み清める）島という意味を持つ。古くから聖地として知られており、手付かずの自然が残る。瀰山原始林は国の天然記念物に指定されている。
極楽寺山は廿日市市北部にある山で、同公園における本州内陸部の指定地では最西端に当たる。真言宗の古刹である極楽寺がある。境内からは瀬戸内海を一望できるほか、境内は戦時中も伐採されなかったため、モミの自然林が残る。

### 山口県
防予
室津半島の南端にある皇座山と、周防灘に面する佐合島、馬島、そして周防大島（屋代島）の文殊山、嘉納山、嵩山、白木山、そして東端の沿岸部が指定。その周辺の島嶼群も大半が指定地となっている。
周南
光市には白砂青松の海岸で名高い室積海岸、虹ヶ浜海岸がある。その内陸に位置する千坊山も指定地。笠戸ヒラメで名高い笠戸島は沈水海岸による複雑な海岸線が見られ、釣りやキャンプなど観光の島。徳山湾では東に突き出た半島部や、周辺の島々（黒髪島、大津島など）が指定地。半島部に太華山、竜宮岬などがある。
下関
関門海峡近くに点在。内陸では関門海峡を望む火の山と関門海峡に孤立する干珠樹林、満珠樹林が指定。後者の二つは小島に孤立する原生林でスダジイなど暖地性の植物が繁茂、忌宮神社の飛び地境内として保護されてきた。また、神功皇后の東征にまつわる逸話がある（いずれも国の天然記念物）。下関市壇之浦の火の山は、同公園の最西端。戦時中は下関要塞地帯で砲台や兵舎、備蓄倉庫などが配置されていた。公園整備されており、下関市火の山パークウェイ、下関市火の山ロープウェイが設けられている。
美祢市
秋吉台

### 徳島県
鳴門海峡
鳴門海峡は鳴門の渦潮で知られ、その海峡を望む海岸部一帯が指定されている。一帯には大毛島、島田島があり、その全域及び小鳴門海峡と鳴門市東端の岡崎海岸が該当。
大坂峠
香川県と境界を成す峠。古来より讃岐山脈越えの難所として知られ、治承・寿永の乱（源平合戦）の舞台にもなった。頂上からの見晴らしは良く、小豆島などを遠望する。
なお、同公園には指定されていないが、徳島市西部の眉山も瀬戸内海遠望の地として有名。

### 香川県
小豆島
小豆島の代表的な景勝地は寒霞渓である（詳しくは寒霞渓の項を参照）。その渓谷美と一面瀬戸内海のパノラマは同公園の景勝地の中でも最大のハイライトともいわれる、同国立公園設置の契機となった地区でもある。その西部には野生猿の餌付けで知られる銚子渓がある。その他の指定区域では島東部の海岸線一帯、南東部の碁石山山麓、南端の白浜山、西部の皇踏山（おうとざん）一帯が含まれる。碁石山は小豆島八十八ヶ所の一番札所として知られる。皇踏山は安山岩による溶岩台地であり、応神天皇がシンパクを手植えしたという伝承が残る。
直島諸島
豊島、直島の一部と男木島、女木島全域が指定。豊島は地元悪徳企業に端を発する産業廃棄物不法投棄問題で揺れた島で、長年の住民運動の末、何とか本来の自然を取り戻しつつある。直島はその廃棄物の受け入れ口があり、島の南部が指定。
男木島（おぎじま）は源平合戦の那須与一の扇が漂着したことで「おうぎ島」が訛ったものとされる島。男木島灯台は映画『喜びも悲しみも幾歳月』の舞台となったことで知られる。一方、女木島（めぎじま）は鬼ヶ島とも呼ばれ、桃太郎伝説と関わりが深い。北部にある鷲ヶ峰頂上には洞窟があり、鬼の住み処であったといわれる。
東讃
香川県東部は特に有名な景勝地があるわけではないが、小規模な指定地が点在する。白鳥海岸、琴林公園、大串岬が該当する。白鳥海岸は複雑な地層が見られる断崖で、特に鹿浦越のランプロファイヤ岩脈は国の天然記念物。琴林公園は樹齢600年のクロマツが立ち並ぶ四国有数の松原で、古来より風流人に親しまれた地であった。名の由来は海風の松籟（松の梢が重なり合って鳴る音）に因んでいる。大串岬一帯は大串自然公園として整備されており、観光開発が著しく、ワイナリーやテニスコート、野外音楽ホール（さぬき市野外音楽広場テアトロン）などが設けられている。
屋島・五剣山
屋島は県中央部にある開析溶岩台地。半島状に突き出しており、近世までは島であり、浅瀬で隔てられていた。東部の壇ノ浦は『平家物語』の屋島の戦いで知られる。頂上には四国八十八ヶ所の屋島寺や屋島水族館、土産物屋などが立ち並び、県を代表する観光地となっている。五剣山は八栗寺があるため、八栗山とも言われる岩峰。山腹にはケーブルカーがあるが、頂上へは鎖を伝って登るほど険しい。一帯は庵治石という良質の花崗岩の産地でもある。
塩飽諸島
塩飽諸島はほぼ全島全域が指定地となっている。塩飽水軍の拠点として知られ、歴史上数多くの役割をこなしてきた。本島の笠島地区は重要伝統的建造物群保存地区。広島は広島県との区別を付けるため、さぬき広島とも言われている同諸島最大の島。良質の花崗岩を産出するほか、トライアスロン大会が行われる。与島は瀬戸大橋開通によって乗降可能になった島で、パーキングエリアがある。
五色台・城山・飯野山
五色台は猪尻山を最高峰とする台地状の山地で、メサ（卓状地）やビュート（孤立丘）が発達している。また、表面上の溶岩や植生などの色合いから名付けられた白峰山、黒峰、紅ノ峰、青峰、そして黄ノ峰の山々があり、それが名称の由来となっている。四国八十八ヶ所の寺もあり、観光客が多い。城山は五色台の西側に位置する山（メサ）。朝鮮式の山城があったことから国の史跡指定を受けている。飯野山は讃岐富士の異名を取るビュート状の山。端正な形で知られる。
西讃
西讃の指定地は琴平や善通寺、荘内半島、そして銭形で知られる琴弾公園などがある。琴平は琴平山（象頭山）などが指定区域であり、中腹に金刀比羅宮がある。古くから金刀比羅信仰の聖域として保護されてきた。その東側にある我拝師山や火上山は弘法大師空海に関わりが深く、善通寺界隈の景観と一体化した、文化的景観の様相が強い。荘内半島は浦島太郎伝説で知られる半島。最高峰の紫雲出山からは瀬戸内海を360度展望できる。周囲には三豊市の粟島や蔦島などがある。琴弾公園は白砂青松の有明浜に、砂で描かれた寛永通宝があり、銭形砂絵と呼ばれる見事なもの。

### 愛媛県
芸予諸島（愛媛県側）
岩城島の積善山、生名島の立石山、弓削島の松原海岸、久司山、大三島の鷲ヶ頭山、伯方島の宝股山や開山、大島の亀老山、八幡山、念仏山、四阪島の美濃島などが指定地。大三島は大山祇神社が鎮座する神の島として知られる。生名島の立石山は波間田サウンドパークと称して、自然一体型の公園が整備。開山には展望台がある。
高縄半島
東部に指定地が点在する。白砂青松で知られる桜井海岸や鴨池海岸、唐子浜、波止浜、大角鼻、瀬戸内海を遠望する近見山、中世の山城が置かれた世田山、笠松山などがある。
県中部
松山市西部や四十島瀬戸を挟んで位置する興居島（ごごしま）、出石山などが指定区域。出石山は同国立公園の最南端に当たる。真言宗の古刹、出石寺が建ち、境内からは瀬戸内海や豊後水道を一望する。
佐田岬
佐田岬半島の先端部分、佐田岬が指定区域。一帯は国内有数の船の難所で知られ、豊後水道の潮流によって浸食された海食崖や中央構造線が通ることから断層崖も見られる。詳しくは佐田岬を参照。

### 福岡県
関門海峡
福岡県の指定区域はごく一部で、北九州市門司区の和布刈（和布刈山）付近のみである。同地は和布刈公園として整備されている。

### 大分県
国東半島（両子山）
国東半島での指定部分は限られており、両子山（ふたごやま）の山嶺部分のみである。この一帯は放射状に河谷が発達しており、至る所に耶馬溪のような景観が見られる。なお、国東半島は六郷満山文化の拠点としても知られ、仏教文化を理解できる場所として中山仙境、大不動岩屋、鬼城、両子寺などがある。
高崎山
高崎山は大分市西部、別府市との境界付近に位置する標高627mの山。野生のニホンザルの餌付けで知られており、約2000頭の猿が三群に分かれ、棲息している。高崎山の猿および猿生息地は、国の天然記念物指定も受けている。なお、同地域は元々、1934年（昭和9年）に阿蘇国立公園（現、阿蘇くじゅう国立公園）の一部として指定されていたが、1956年（昭和31年）に分離、瀬戸内海国立公園に編入された、特異な経歴を持つ。
姫島
姫島は国東半島北部に位置する島で、全島が指定。四つの火山島が砂州によって繋がれている珍しい構造で、小さな島の割には変化に富んだ地質を見せる。民俗学的には姫島盆踊りが知られる。
高島
豊予海峡に位置する無人島。波の浸蝕が激しく、無数の波食地形が見られる。また、ビロウやアコウなど亜熱帯性の植物が繁殖、ウミネコの営巣地としても知られ、自然が豊富である。

## 関連市町村
2023年時点。
- 近畿地方
  - 大阪府（海上区域）
  - 兵庫県
    - 相生市
    - 赤穂市
    - 芦屋市
    - 淡路市
    - 神戸市
    - 洲本市
    - 宝塚市
    - たつの市
    - 西宮市
    - 南あわじ市
    - 姫路市

  - 和歌山県
    - 和歌山市
- 中国地方
  - 岡山県
    - 浅口市
    - 岡山市
    - 笠岡市
    - 倉敷市
    - 玉野市
    - 備前市
    - 瀬戸内市

  - 広島県
    - 大竹市
    - 尾道市
    - 呉市
    - 竹原市
    - 廿日市市
    - 広島市
    - 福山市
    - 三原市
    - 江田島市
    - 東広島市
    - 豊田郡
      - 大崎上島町

  - 山口県
    - 岩国市
    - 下松市
    - 下関市
    - 周南市
    - 光市
    - 防府市
    - 柳井市
    - 大島郡
      - 周防大島町

    - 熊毛郡
      - 上関町
      - 田布施町
      - 平生町
- 四国地方
  - 愛媛県
    - 今治市
    - 大洲市
    - 西条市
    - 松山市
    - 八幡浜市
    - 越智郡
      - 上島町

    - 西宇和郡
      - 伊方町

  - 香川県
    - 観音寺市
    - 坂出市
    - さぬき市
    - 善通寺市
    - 高松市
    - 東かがわ市
    - 丸亀市
    - 三豊市
    - 香川郡
      - 直島町

    - 小豆郡
      - 小豆島町
      - 土庄町

    - 仲多度郡
      - 琴平町
      - 多度津町

  - 徳島県
    - 鳴門市
- 九州地方
  - 大分県
    - 国東市
    - 大分市
    - 豊後高田市
    - 東国東郡
      - 姫島村

  - 福岡県
    - 北九州市

## 画像

### 切手

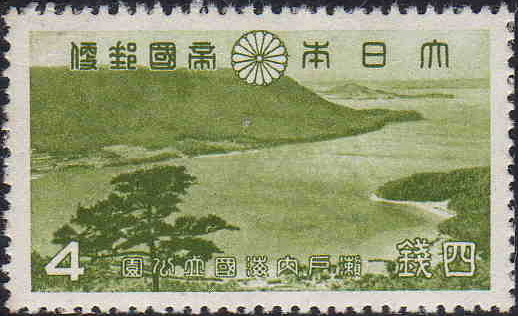
屋島をデザインした当時の国立公園指定記念に発行された切手
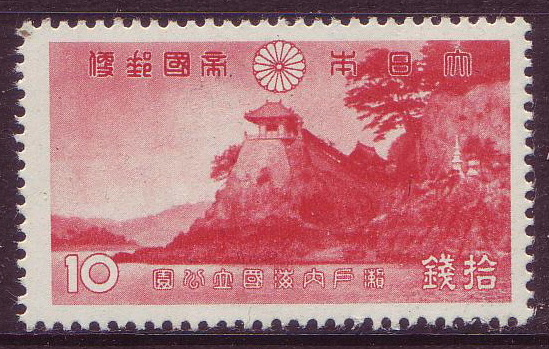
磐台寺観音堂（阿伏兎観音）をデザインした当時の国立公園指定記念に発行された切手
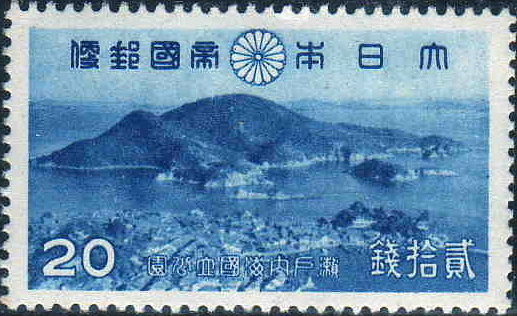
鞆の浦をデザインした当時の国立公園指定記念に発行された切手